# Бонг (графство)
Бонг (англ. Bong) — одно из графств Либерии. Административный центр — город Гбарнга.

## География
Расположено на северо-западе центральной части страны. Граничит с Гвинеей (на севере) и с графствами: Нимба (на востоке), Гранд-Баса и Маргиби (на юге), Монтсеррадо (на юго-западе), Гбарполу (на западе) и Лофа (на северо-западе). Площадь составляет 8769 км².

## Население
По данным переписи 2008 года численность населения составляет 328 919 человек; средняя плотность населения — 37,51 чел./км².
Основные этнические группы, проживающие в графстве: кпелле, мандинка и мано.
Динамика численности населения графства по годам:
| 1984    | 1986    | 2008    | 2013    |
| ------- | ------- | ------- | ------- |
| 255 813 | 268 100 | 328 919 | 336 862 |

## Административное деление
В административном отношении подразделяется на 12 округов (население 2008 г.):
- Боинсен (Boinsen) (8 352 чел.)
- Фуама (Fuamah) (27 784 чел.)
- Джоркелле (Jorquelleh) (78 803 чел.)
- Кокоя (Kokoyah) (3 707 чел.)
- Крааи (Kpaai) (25 127 чел.)
- Панта (Panta) (16 326 чел.)
- Салала (Salala) (41 982 чел.)
- Санаеа (Sanayea) (30 932 чел.)
- Суакоко (Suakoko) (28,277 чел.)
- Тукпаблее (Tukpahblee) (11 767 чел.)
- Еаллекелла (Yeallequellah) (36 919 чел.)
- Зота (Zota) (18 943 чел.)